# South Sioux City
South Sioux City è una città della contea di Dakota, Nebraska, Stati Uniti. Si trova immediatamente attraverso il fiume Missouri da Sioux City, Iowa, e fa parte dell'area metropolitana di Sioux City. Al censimento del 2010, la popolazione della città era di 13.353 abitanti, rendendola la 14ª città più grande del Nebraska.

## Geografia fisica
Secondo lo United States Census Bureau, ha un'area totale di 5,96 mi² (15,44 km²).

## Storia
Meriwether Lewis e William Clark attraversarono l'area di South Sioux City nel 1804.
L'insediamento europeo sul lato del Nebraska del fiume ebbe inizio già nel 1854. Diversi siti di città furono pianificati e incorporati negli anni 1850. Pacific City, incorporata nel 1858, fu un insediamento di breve durata. Covington e South Covington, entrambe incorporate nel 1857, si fusero nel 1870. Un'altra città, Stanton, fu fondata nel 1856.
South Sioux City fu incorporata nel 1887. Un'elezione speciale nel 1893 approvò la fusione di Covington e Stanton nella città di South Sioux City.

## Società

### Evoluzione demografica
Secondo il censimento del 2010, la popolazione era di 13.353 abitanti.

### Etnie e minoranze straniere
Secondo il censimento del 2010, la composizione etnica della città era formata dal 62,7% di bianchi, il 4,7% di afroamericani, il 3,0% di nativi americani, il 2,9% di asiatici, lo 0,2% di oceanici, il 23,8% di altre razze, e il 2,8% di due o più etnie. Ispanici o latinos di qualunque razza erano il 45,3% della popolazione.